# 拉马松
拉马松，是西班牙坎塔布里亚的一个市镇。总面积71平方公里，总人口378人（2001年），人口密度5人/平方公里。